# Апшоу, Дон
До́н А́пшоу (англ. Dawn Upshaw; род. 17 июля 1960, Нэшвилл, Теннесси, США) — американская певица (сопрано).

## Биография
Окончила университет Уэсли в Иллинойсе (1982), позже присвоивший ей звание почётного доктора. Затем училась пению в Манхэттенской музыкальной школе Нью-Йорка и в Аспенской музыкальной школе (Колорадо), где училась у Джен Де Гаэтани. В 1985 году завоевала первую премию на Наумбурговском конкурсе молодых исполнителей. Была участницей Программы развития молодых артистов Метрополитен-опера. Начиная с 1984 года Апшоу выступала в Метрополитен-опера более 300 раз. Выступает как оперная и концертирующая певица.

## Творчество
В её репертуаре — заглавная партия в оратории Генделя «Феодора», кантаты И. С. Баха, оперы Моцарта, партия Мелисанды в «Пеллеасе и Мелисанде» Дебюсси, Анна в «Похождениях повесы» Стравинского, сочинения Жозефа Кантелуба («Песни Оверни»), Пуленка, Мессиана, К.Саариахо (оперы «Любовь издалека», «Страсти по Симоне Вейль»), Третья симфония Хенрика Гурецкого, оратория Дж. Адамса «Эль Ниньо», Джона Харбисона (опера «Великий Гэтсби»), сочинения Менотти, О.Голихова («Айнадамар», премия Грэмми, 2006; «Айре», Три песни для сопрано с оркестром), «Lacrymosa» Дмитрия Янова-Яновского и др. Апшоу сотрудничает с такими дирижёрами, как Питер Селларс, Майкл Тилсон Томас, Эса-Пекка Салонен, Джеймс Ливайн, Саймон Реттл, Осмо Вянскя, не раз выступала и записывала диски с Кронос-квартетом, пианистами Ричардом Гудом и Гилбертом Калишем.

## Признание
Запись «Лирической сюиты» Альбана Берга совместно с Кронос-квартетом принесла Апшоу премию Грэмми 2004 года за лучшую запись камерной музыки. Кроме того, она — лауреат премии Грэмми за 1989, 1991 и 2006 годы. Почётный доктор Йельского и ряда других американских университетов. Стипендия Мак-Артура (2007).